# Hiroki Iizuka
Hiroki Iizuka (飯塚 浩記 Iizuka Hiroki?), född 4 april 1978 i Shizuoka prefektur, är en japansk före detta fotbollsspelare.
Iizuka började sin karriär 1997 i Montedio Yamagata. Han avslutade karriären 1999.